# Plano Inclinado Gonçalves
El Plano Inclinado Gonçalves (PIG) se localiza en el Centro Histórico de Salvador, en el estado brasileño de Bahía. Se constituyó como un plano inclinado, uno de los más antiguos de la ciudad, detrás de la Catedral Basílica de la Sé y que une el barrio de Comércio a Pelourinho. Su acceso se produce en la Ciudad Alta, por la plaza Ramos de Queiroz y, en la Ciudad Baja, por la calle Francisco Gonçalves.
Posee dos cabinas con las dimensiones de un tranvía regular, cada una con capacidad para transportar 36 pasajeros o 2,7 toneladas.

## Historia

### Antecedentes
Se remonta a una rampa abierta en pendiente por los jesuitas en el siglo XVII, razón por la que fue conocido como la "Grúa de los Sacerdotes".

### De 1874 a 1889

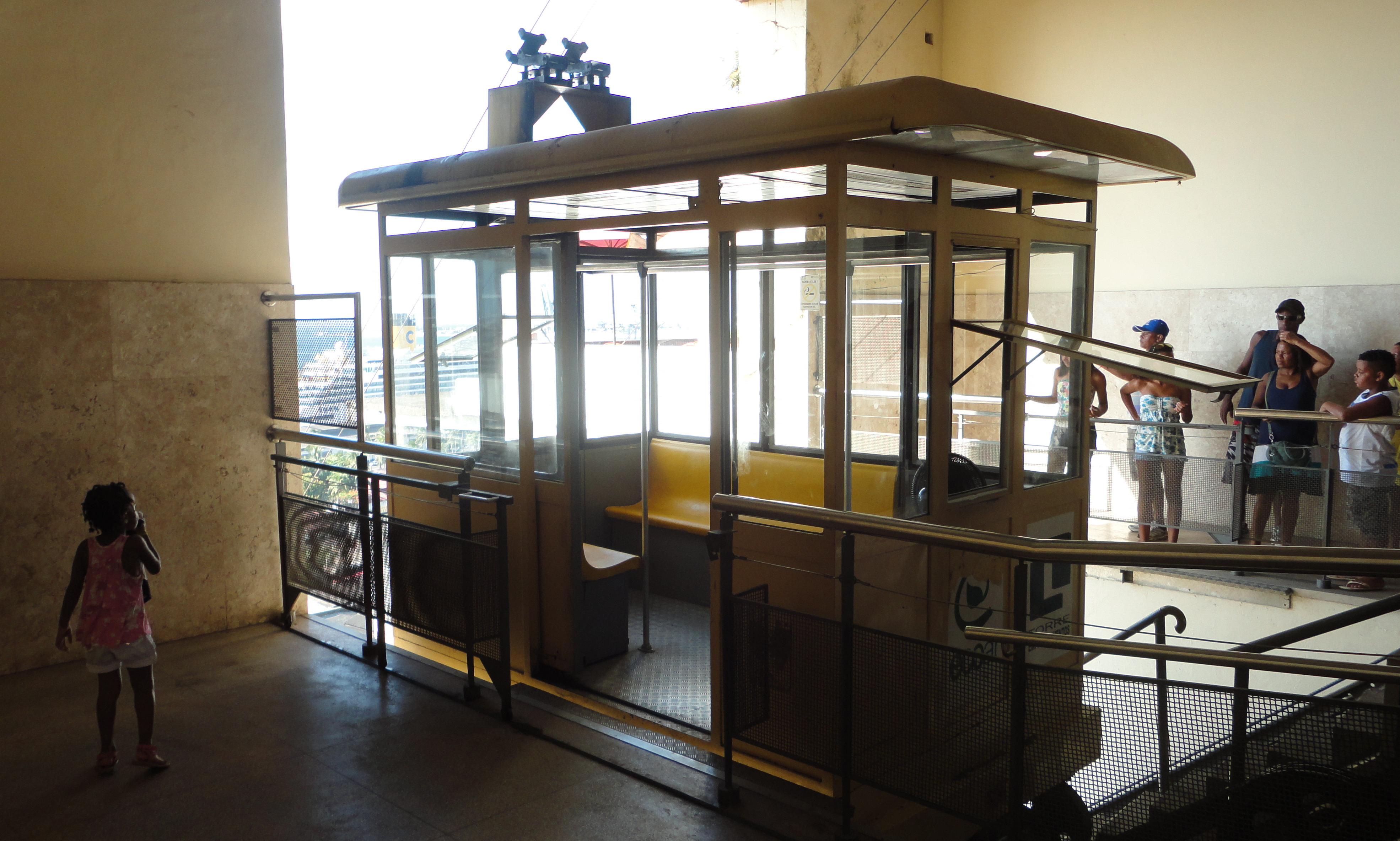
Cabina lista para embarcar en la Ciudad Alta, Plaza Ramos de Queiroz.

Se acredita que fue inaugurado en 1874, cuando había caminos y dos vagones. En 1888 una empresa inglesa, sin experiencia en el ramo, recibió una petición para un tipo de funicular, con carros constituidos por unas simples plataformas planas que posiblemente en algún momento transportaron carruajes a caballo y algunos animales. Posteriormente, recibió una cabina cerrada, pasando a transportar pasajeros. La línea, denominada "Chariot", conoció varios accidentes, pasando a ser cerrada.
Otras informaciones dan cuenta de que la construcción del Plano en el lugar de la Grúa de los Sacerdotes se produjo antes que el Elevador de Taboão, entre 1887 y 1889, por iniciativa de la Compañía Línea Circular de Carriles de Bahía. El Plano Inclinado Isabel, como sería inicialmente llamado, fue inaugurado el 25 de diciembre de 1889, cuando la Proclamación de la República Brasileña ya había tenido lugar; por esto, el homenaje a la hasta entonces futura heredera de la corona brasileña, la princesa Isabel de Brasil, fue transferido al comendador Manuel Francisco Gonçalves, director de la Compañía constructora del Plano.

### De 1889 a 1931

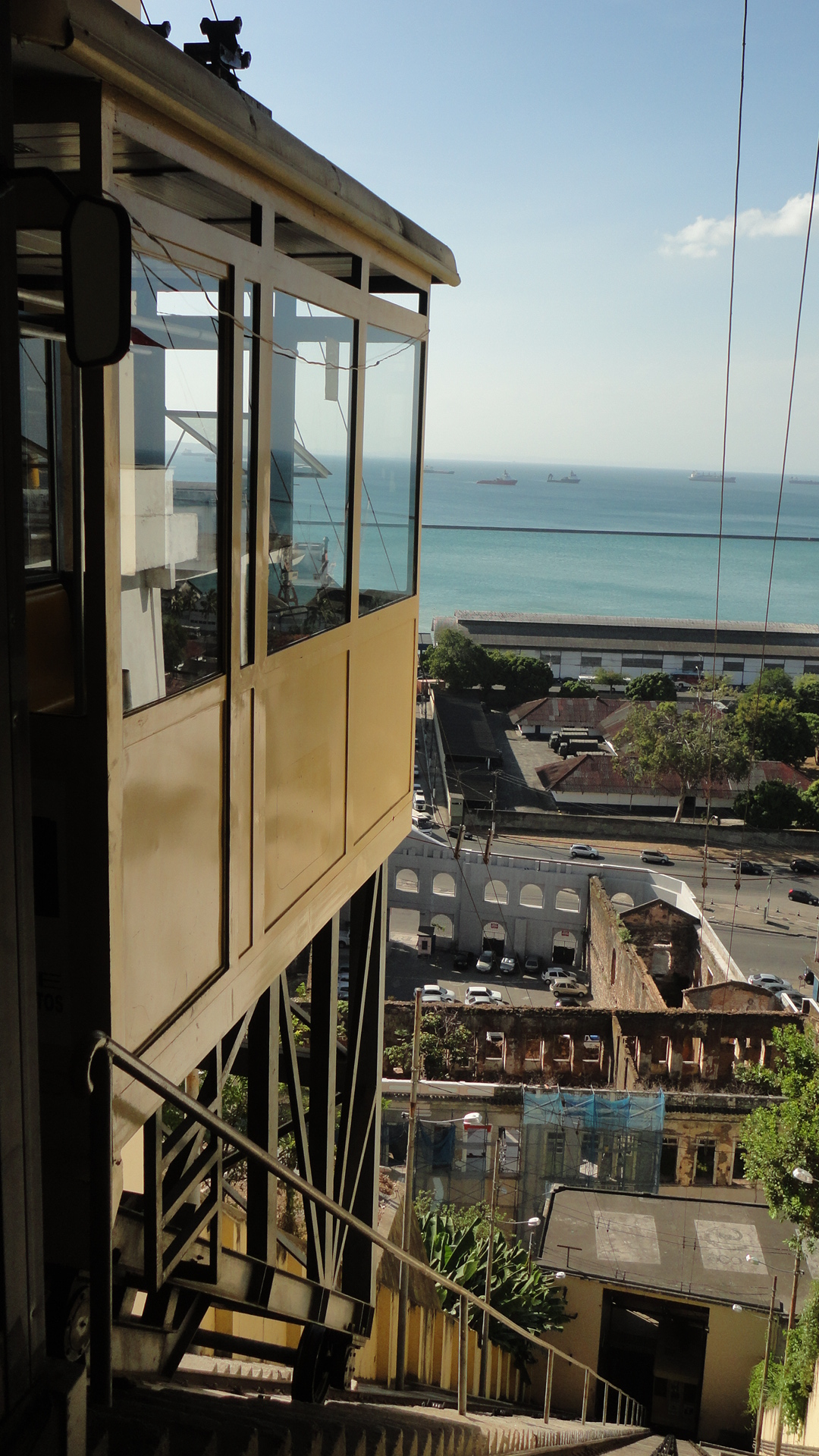
Vista de la Ciudad Baja de Salvador a partir de la plataforma de embarque en la Ciudad Alta.

En 1889, la empresa alemana Maschinenfabrik Esslingen, próxima a Stuttgart, proporcionó un sistema completo convencional de funicular, incluyendo caminos, cremallera, carros, propulsión a vapor y cabos de tracción. Para su operación, fueron construidas estaciones con escaleras en la parte exterior de los railes. También en el mismo año, Niklaus Riggenbach, natural de Olten, en Suiza, con experiencia en el sector de trenes a cremallera y funiculares con cremallera, recibió una petición para planificar una nueva línea, más perfecta y segura que la de la empresa Esslingen.
En 1909 la línea fue electrificada, recibiendo también nuevos carros de tipo europeo, con compartimentos de diferentes clases. En el mismo período, la estación inferior fue reconstruida. La reinauguración se produjo el 10 de junio de 1910.
En el paso de la década de 1920 a la década de 1930, la Compañía Línea Circular de Carriles de Bahía contrató una empresa de Dinamarca, la Christiani-Nielsen, para la modernización tecnológica y estética en el Elevador Lacerda y en el PIG, lo que incluyó una alteración de la inclinación de la rampa (de 32º10' a 35º45') y la adopción de líneas rectas y elementos geométricos de art déco en las fachadas. Fue finalizada en agosto de 1931. Esa nueva reforma, en 1931, trajo también nuevos vehículo, de tipo plataforma, fabricados por la empresa estadounidense "Brill", ubicada en Filadelfia. Estos se caracterizaban por el empleo de carriles de tranvía con línea eléctrica. La nueva inclinación era necesaria para la adaptación de las plataformas de las estaciones a los nuevos carros, ahora también planos y con escaleras cubiertas. Fueron instalados nuevos raíles de ancho internacional (1435 mm), y la cremallera fue retirada.

### De 1931 a nuestros días
El prefecto Hélio Ferreira Machado, por medio del Decreto n.º 1.503 de octubre de 1955, expropió el patrimonio de la Compañía Línea Circular de Carriles de Bahía. La empresa tenía el monopolio de los servicios municipales de transportes, luz y teléfono, lo que incluía los cuatro ascensores y planos inclinados existentes; entonces, estos pasaron a la administración del entonces Servicio Municipal de Transportes Colectivos.
A lo largo de los años conoció períodos de cierre, hasta que fue nuevamente reinaugurado el 11 de marzo de 1998.
En marzo de 2010, el servicio se encontraba suspendido por motivos técnicos. En febrero de 2011 sus servicios se encontraban nuevamente suspendidos. Finalmente el 5 de febrero de 2014, el Plano Gonçalves volvió a funcionar y gratuitamente durante el primer mes tras la reforma, cuya inversión fue de 2,6 millones para permitir el desplazamiento de 10.000 personas por día.